# Febre de la pell de Califòrnia
Abans de la febre de l'or de Califòrnia de 1849, caçadors de pells americans, anglesos i russos van ser atrets a la Califòrnia espanyola (i posteriorment mexicana) en una febre de la pell, per explotar els seus enormes recursos en pells. Abans de 1825, aquests europeus havien estat atrets a la costa nord i centre de Califòrnia per collir quantitats prodigioses de pells llúdria marina i ós marí, i posteriorment a la zona de la badia de San Francisco i el delta dels rius Sacramento i San Joaquín per collir pells de castor americà, llúdria del Canadà, marta nord-americana, marta pescadora, visó americà, guineu, mostela i foca comuna. Més que cap altre factor, va ser el comerç de la pell, el que va obrir l'oest, i en particular l'àrea de la badia de San Francisco, al comerç mundial.

## Comerç marítim o costaner de pells
Tan sols 3 anys després que Juan de Ayala fos el primer en passar en vaixell pel Golden Gate el 1775, es va iniciar el comerç de pells de la costa del Pacífic de Nord-amèrica, encara que no van ser els espanyols, els quals havien recorregut la costa de Califòrnia des del viatge de João Rodrigues Cabrilho's el 1542 i que el 1602 Sebastián Vizcaíno cartografies la seva costa. El 1778 va començar el comerç de pells amb el tercer viatge del Capità James Cook, quan van obtenir pells de llúdria a Nootka Sound, a la costa nord-oest, i, malgrat que el Capità Cook va ser assassinat a Hawaii de camí a la Xina, els seus homes estaven impressionats pels alts preus pagats pels xinesos. Van aconseguir uns beneficis del 1.800%. El 1783, quan John Ledyard va informar a Connecticut dels enormes beneficis que es podien obtenir venen pells de llúdria a la Xina, Nova Anglaterra va començar a enviar vaixells americans per caçar llúdries marines i, posteriorment, castors, a la costa del Pacífic cap al 1787. El fet que el comerç de pells a Califòrnia havia començat cap al 1785, només 10 anys després que Ayala hagués descobert la badia de San Francisco, es fa evident amb l'emissió espanyola de reglaments per al cobrament de pells de llúdria a Califòrnia. El comerç de pells de la costa oest va permetre que els comerciants de Nova Anglaterra es recuperessin de la crisi econòmica posterior a la Guerra d'Independència, agreujada pel tancament dels ports britànics al comerç amb les antigues colònies americanes, recentment perdudes.
França va enviar a Jean-François de La Pérouse a Califòrnia el 1786 per investigar les oportunitats que podia oferir el comerç de pells i "va obtenir al voltant d'un miller de pells de llúdria marina i les va vendre a la Xina per 10.000 dòlars" i va compartir que "Els indis...a Monterey...els van capturar en una terra amb trampes...". La Perouse també va dir que "Abans d'aquest any (1786) una pell de llúdria no valia més que dues pells de llebre; els espanyols mai van sospitar que posteriorment serien molt buscades." Pel que sembla, els espanyols no havien apreciat anteriorment el valor de les pells, sent de climes més càlids, tot i que la llúdria marina va ser descrita el 1776 a Fort Point (aleshores Cantil Blanco), a la badia de San Francisco, pel pare Pedro Font a l'expedició de Juan Bautista de Anza. El pare Font va escriure, "Vaig observar un prodigi de la natura, que no és fàcil de descriure... Vam veure l'expulsió de dolls de balenes joves, una línia de dofins o tonyines, a més de foques i llúdries..." Tanmateix, van crear una gran companyia dedicada a la caça de llúdries a Califòrnia quan Vicente Vasadre y Vega va arribar, just un més abans que La Perouse, i va implementar un pla pel qual les pells de llúdria li havien de ser venudes a ell, i ràpidament va reclutar als indis cristians de les missions perquè li portessin les pells. El 28 de novembre de 1786, Vasadre va navegar fins a San Blas amb 1.060 pells de llúdria, perquè fossin portades a les Filipines en el Galió de Manila.
El capità del Columbia, Robert Gray, va redescobrir la desembocadura del riu Columbia el 1792 durant el seu segon viatge per la costa del Pacífic. Tot i que l'explorador espanyol Bruno de Heceta havia descobert la desembocadura del riu el 1775, cap altre explorador ni caçador de pells havia estat capaç de trobar-la des d'aleshores. Cap a la dècada de 1790 els vaixells americans van dominar el comerç costaner de pells al sud de l'Amèrica russa. De fet, els vaixells de Boston van controlar el comerç de pells entre Califòrnia i la Xina fins a la dècada de 1820, quan les existències de pell de llúdria marina estaven esgotades, i una mica abans que el primer home de la muntanya americà, Jedediah Smith, arribes a Califòrnia el 1826, amb el propòsit d'obtenir pells de castor.
El 1809, Ivan Kuskov, de la Companyia Russo-americana, va navegar amb el Kad'yak fins a Bodega Bay i va tornar a Novoarkhangelsk amb pells de castor i més de 2.000 pells de llúdria marina. Es van establir a Fort Ross i als voltants per tal de perseguir els animals de la regió i obtenir aliments pels seus assentaments d'Alaska. Thompson, en la seva obra del 1896 sobre els assentaments russos a Califòrnia, va escriure sobre el primer viatge de Kuskov a Bodega Bay del 1809: "Després d'explorar acuradament la regió circumdant, es van construir alguns edificis temporals, es van adquirir pells de llúdria i de castor, i es van establir relacions amistoses amb els Indis". Abans d'establir una colònia a Fort Ross, la Companyia Russo-americana va contractar vaixells americans a partir de 1810, equipant-los amb aleutians i baidarkas (kayaks) per caçar llúdries a la costa de la Califòrnia espanyola. Entre 1810 i 1812, els americans van contractar aleutians als russos moltes vegades, per colar-se a la Badia de San Francisco per obtenir pells de llúdria, malgrat que els espanyols els capturaven i disparaven mentre caçaven llúdries marines als estuaris San Jose, San Mateo i San Bruno i als voltants de l'illa de los Ángeles. Kuskov, aquesta vegada a bord de la goleta Chirikov, va tornar a Bodega Bay el1812; trobant que les llúdries s'havien tornat escasses, va enviar un grup d'aleutians a la badia de San Francisco, on es van trobar amb un altre grup rus i un d'americà i van aconseguir 1.160 pells de llúdria marina en 3 mesos. Cap a 1817, les llúdries marines de la regió havien estat gairebé erradicades i els russos van demanar permís als governs mexicà i espanyol per poder caçar més i més l sud de San Francisco. El 1824, l'agent i escriptor de la Companyia de pells russo-americana Kiril Timofeevich Khlebnikov va contractar al Capità John Cooper per a portes a la seva goleta mercant, el Rover, diversos kayaks i caçador aleutians a caçar llúdries marines al sud del paral·lel 30, la península de Baixa Califòrnia. Tot i que els americans ja havien explotat les illes Farallon, els russos hi van mantenir una base entre 1812 i 1840, obtenint anualment entre 1.200 i 1.500 pells de llúdria. El vaixell americà Albatross, sota el comandament dels germans Nathan i Jonathan Winship O'Cain, va ser enviat el 1809 des de Boston per establir un assentament al riu Columbia. El 1810, es van trobat amb dos vaixells americans, el Mercury i la Isabella, a les illes Farallon, on van obtenir com a mínim 30.000 pells de foca. Cap a 1822, la caça de pells de foca a les illes Farallon havia disminuït fins 1.200 unitats anuals i els russos van suspendre la caça durant 2 anys. Des de 1824, les subseqüents captures van continuar minvant constantment fins que només podien obtenir unes 500 pells anualment. Durant els anys següents, les foques van ser eliminades de les illes. Com que els animals marins amb pells van arribar a ser molt escassos per caçar-los i els contractes amb la Companyia de la Badia de Hudson els proporcionaven aliment per als seus assentaments d'Alaska, els russos van a abandonar Fort Ross el 1841.

## Transició del comerç costaner al comerç interior

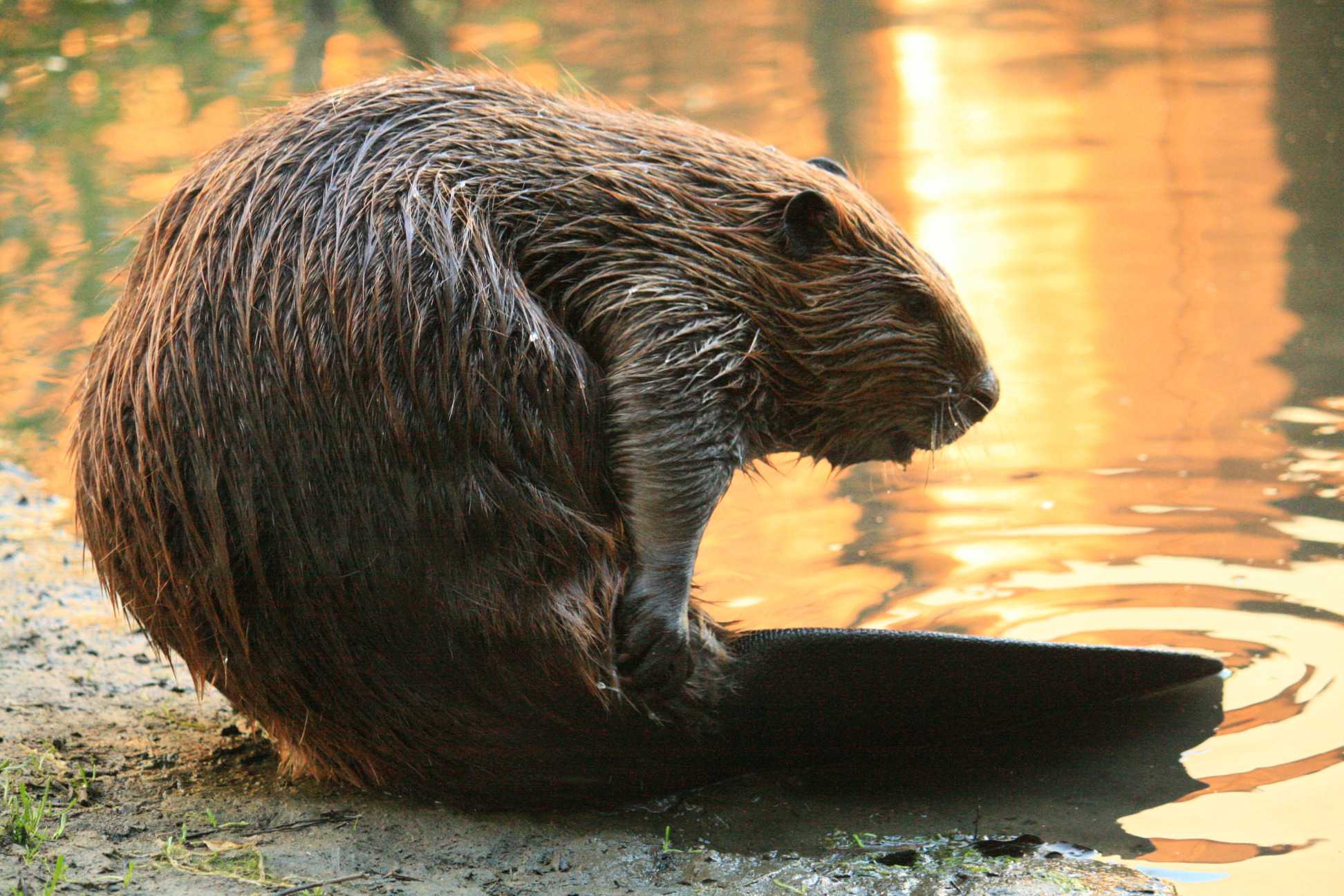
Castor d'un any al rierol Alhambra, a Martinez

Com que la indústria de pells oceàniques havia començat a decaure, els focus es va redirigir sobre els recursos de terra endins de Califòrnia. La fundació d'assentaments britànics i americans permanents a la costa del Pacífic, va tenir lloc com a part del comerç de pells interior, enlloc del comerç de pells costaner. Després de la seva fusió amb la Companya del Nord-oest el 1821, la Companyia de la Badia de Hudson, de propietat britànica, va enviar anualment partides de caça des de Fort Astoria i Fort Vancouver cap al sud per la ruta Siskiyou a les valls de Sacramento i San Joaquín fins a French Camp al riu San Joaquín, amb l'objectiu de eliminar tots els animals portadors de pells de les actuals Oregon i Califòrnia, perquè els americans "no tinguessin cap incentiu per continuar allà". El 1840, el capità i explorador Thomas Farnham va escriure que el castor era molt nombrós a les desembocadures dels rius Sacramento i San Joaquín i als centenars de petites illes. Farnham, que havia viatjat extensament per Nord-amèrica, va dir: "Probablement no hi cap lloc d'igual extensió a tot el continent americà, que contingui tants d'aquest animals tant buscats."
Grinnell, Tappe i altres naturalistes del segle XX limiten l'àrea de distribució històrica del castor a Califòrnia, al delta de Califòrnia i a parts dels rius Sacramento i San Joaquín i els seus afluents, per sota del 300 metres sobre el nivell del mar. Aquestes observacions es contradiuen amb les evidències directes e indirectes sobre la distribució del castor arreu de l'estat de Califòrnia, tal com es resumeix a continuació. De fet, l'escriptor del segle xix, John S. Hittell, en la seva obra de 1863 "Resources of California" descriu el castor com a "molt abundant en tots els rierols de Califòrnia, i va ser principalment per tal d'obtenir les seves pells que els primers caçadors americans van arribar a Califòrnia".
Tot i que els naturalistes del segle XX es van mostrar escèptics respecte a que els castors fossin històricament abundants a l'àrea de la badia de San Francisco, al sud de l'estret de Carquinez, registres anteriors mostren que el castor americà "era un dels animals capturats més valorats", i pel que sembla era molt abundant. El 1832, el caçador de pells Michel La Framboise va viatjar des del "riu Bonaventura" (riu Sacramento) a San Francisco i després a les missions de San José, San Francisco Solano (missió de Sonoma) i San Rafael Arcángel. La Framboise va declarar que "la badia de San Francisco era abundant en castors", i que "va fer la seva millor caça als voltants de les missions". Alexander R. McLeod va informar sobre l'avanç de la primera brigada de caça de pells de la Companyia de la Badia de Hudson enviada a Califòrnia el 1829, "el castor s'ha convertit en un article de comerç a la costa, ja que només a la missió de San José més de mil cinc-centes pells de castor van ser recollides dels nadius per un valor insignificant i venudes als vaixells per 3 dòlars". El 1840 el port d'Alviso, a Califòrnia, va enviar pells de castor, pells de bestiar i llar a San Francisco. Thomas McKay va informar que en un any la Companyia de la Badia de Hudson havia obtingut 4.000 pells de castor a les ribes de la badia de San Francisco. En aquell moment, les pells es venien a 2 dòlars la lliura o al voltant de 4 dòlars cadascuna. Durant la seva estada amb el General Vallejo, Sir George Simpson, de la Companyia de la Badia de Hudson, va escriure el 1842, "recentment s'han capturat castors i llúdries a mitja milla de la missió San Francisco de Solano". A la dècada de 1840, a Kit Carson li van ser concedits drets per caçar castors al rierol de l'Alameda, a l'est de la badia on "eren abundants ... des de la boca del seu canó fins a l'ampli delta de la badia". Skinner va escriure que hi havia proves de que els castor havien viscut històricament a Coyote Creek, Sonoma Creek i al riu Napa. Aquesta afirmació és consistent amb l'expedició de Companyia de la Badia de Hudson de John Work que va capturar castors a Sonoma Creek l'11 i el 12 d'abril de 1832, i al riu Napa, el 24 de maig de 1832.] També William Trubody, que va arribar a Califòrnia en 1849, va escriure sobre la captura de castors al riu Napa. Un article del The Sacramento Union de 1873 descriu "Al Comtat de Lake hi ha ànecs carolins, pumes, linxs, guineus, ossos rentadors, castors, llúdries i visons... " El 1881 el mateix diari va informar "els castors estan sent atrapats a prop de Healdsburg ". A finals d'abril de 1883, Mariano G. Vallejo, després d'un viatge a través de la conca del riu Rus va escriure "a la seva conca els grans llacs fan equip amb el castor." L'evidència física de castors als afluents de la Badia de San Francisco és un crani de Castor canadensis subauratus, recollit pel zoòleg James Graham Cooper a Santa Clara el 31 de desembre de 1855, i que es troba al Museu Nacional d'Història Natural. L'Emeryville Shellmound, a la desembocadura del Temescal Creek, també és destacable per les seves restes de castor (Castor canadensis).
De forma anàloga, els naturalistes de principis del segle XX eren escèptics amb el fet que els castors visquessin als corrents costaners de Califòrnia. Malgrat això, com s'ha assenyalat anteriorment, Kuskov va tornar amb pells de castor després d'ancorar a Bodega Bay i explorar cinquanta milles del riu Rus el 1809. A més, el vaixell nord-americà Albatros després caçar a les illes Farallon i a la badia de San Francisco el 1811, també va informar haver capturat 248 castors (presumiblement a les costes properes). McLeod, de la Companyia de la Badia de Hudson, va informar en 1829 "El país al nord de Bodega Bay es diu que és ric en castors i no ha encoratjat als indis a caçar-los." El 5 d'abril de 1833, l'expedició de John Work, de la Companyia de la Badia de Hudson, durant la seva visita a la missió de Sonoma, descriu una parella de nord-americans que havien abandonat el grup d'Ewing Young prop de Fort Ross, i havien atrapat "molt pocs castors" de tornada a la missió. John Work va procedir a cercar pells a la costa de Califòrnia des de Fort Ross al nord fins al cap Mendocino, però no en va trobar cap. Sembla que l'extinció del castor a les zones costaneres al nord de San Francisco es va produir ràpida i completament, com havia succeït amb la llúdria marina poc abans. La ràpida depredació de castors als corrents costaners occidentals d'Amèrica del Nord pels nord-americans és probable, ja que es van enviar naus des de Nova Anglaterra per caçar llúdries i altres animals amb pèl a partir de 1787. De fet, McLeod el 1827 es va queixar en la seva recerca del castor, a bord de la nau Cadboro, a l'estret de Johnstone, a la costa de la Columbia Britànica, de que havien tornat "amb només unes poques pells, ja que la costa havia estat saquejada pels americans..." Una altra prova de vaixells amb seu a Boston capturant pells de llúdria i castor a la costa de Califòrnia es troba a l'obra de Richard Henry Dana Jr. Two Years Before the Mast, quan després de viatjar al vaixell Pilgrim dedicat al comerç de pells de vaca, finalment va marxar de Califòrnia (des de San Diego) amb un carregament de "40.000 cuirs i 30.000 banyes, a més de diversos barrils de pells de llúdria i castor..." A més, el 1828, l'expedició de captura de pells de Jedediah Smith va ser ajudada pels Yuroks al llarg del riu Trinity, on van acampar a la riba est. El seu secretari, Harrison G. Rogers va escriure: "El Sr. Smith adquireix d'ells totes les pells de castor que pot", el que suggereix que els castors eren abundants al riu Trinitat. Joseph Grinnell en el llibre Fur-bearing Mammals of California, va assenyalar que el castor havia estat present en altres afluents del riu Klamath, com el riu Scott i el riu Shasta, i va citar un informe de Caça i Pesca de castor de 1915-1917 a High Prairie Creek, a la desembocadura del riu Klamath prop de Requa, Califòrnia.
L'evidència física de que el castor va viure als corrents costaners del sud de Califòrnia es fonamenta en un espècimen de mascle adult de Castor canadensis subauratus, que hi ha al Museum of Vertebrate Zoology de la Universitat de Berkeley, que va ser "capturat en estat salvatge" al riu Sespe, al Comtat de Ventura, el maig de 1906 (just abans que Califòrnia poses en pràctica una protecció a nivell estatal entre 1911 i 1925). El crani de l'espècimen trobat al riu Sespe va ser trobat pel Dr. John A. Hornung, de Ventura, el qual havia reunit una gran col·lecció privada de mamífers i aus, que es va perdre "a l'incendi de San Francisco de 1906" (presumiblement, a l'Acadèmia de les Ciències de Califòrnia). Malgrat aquesta pèrdua, el Museu d'Història Natural del Comtat de Los Angeles, on el Dr. Hornung exercia de taxidermista i zoòleg, encara conserva més de 2.000 exemplars d'aus recollides al sud de Califòrnia entre 1911 i 1928, incloent les úniques mostres de Passerina versicolor mai obtingudes a Califòrnia (de Blythe, a la part baixa del riu Colorado). Hornung també va fer importants donacions d'espècimens al Museu Americà d'Història Natural. Tot i que el Departament de Pesca i Vida Salvatge de Califòrnia va reintroduir el castor arreu de Califòrnia, la primera repoblació documentada data de 1923, molt després de la captura de l'espècimen del riu Sespe el 1906. L'autenticitat de la mostra del riu Sespe està recolzada per la presència d'un pictograma dels Chumash, d'un castor a Painted Rock, a la conca del riu Cuyama a l'oest de la Muntanya Pinos de Sierra Madre, a 35 milles de les capçaleres del riu Sespe. A més, el Hearst Museum de Berkeley conserva les eines per fer ploure d'un xaman Chumash, fetes amb pell de cua de castor i un sac de tabac. El xaman, "Somik", va crear l'artefacte a la dècada de 1870 i va residir a Fort Tejon, el qual "no va ser utilitzat pels seus descendents". Janice Timbrook, a la seva obra "Chumash Ethnobotany", afirma, basant-se en l'entrevista del lingüista John Peabody Harrington amb l'anciana Chumash Maria Soares, que els indis prop de Tehachapi i també els Chumash creien que "un pal de salze tallat per un castor tenia el poder per portar aigua. Els Chumash tractarien el pal amb 'ayip (una potent substància ritual feta d'alum) i després el plantarien a terra per crear un corrent permanent d'aigua". A més, els Chumash Barbareño i Ventureño tenien una dansa del castor. El pare Pere Font, a la segona expedició d'Anza el 1776, va escriure que les dones Chumash utilitzaven capes de fetes amb pell de castor. Hi ha evidències indirectes de la presència de castors al riu Los Angeles, en les descripcions del pare Pere Font, fetes durant la segona expedició d'Anza a 1776, dels indis Mojave i Jeniguechi dels quals va dir "El vestit dels homes en el paganisme és la nuesa total, mentre que les dones porten una mica de pell de cérvol amb la qual es cobreixen, així com, ocasionalment, una capa de castor o de pell de conill, encara que els pares s'esforcen en vestir als indis convertits amb el millor que poden." Els indis Tongva de la missió de San Gabriel tenien una paraula per castor To-le-vah-che. En un recompte històric més al sud, un informe del 1866 del Dr. David Hoffman sobre la fauna del Comtat de San Diego, es declara que "Del regne animal que tenim una varietat considerable: l'os bru, l'antílop, el cérvol, el turó, el castor, el linx, la llúdria, la guineu, el teixó, la llebre, l'esquirol, i innombrables coiots. " Entre les evidències indirecta de la presència de castors al Comtat de San Diego trobem un rierol anomenat Beaver Hollow (en català "forat castor"), que s'estén 3,25 milles al riu Sweetwater (Califòrnia) a unes 6,5 milles al sud-oest d'Alpine. Beaver Hollow està assenyalat al mapa topogràfic del Servei Geològic dels Estats Units a Cuyamaca el 1903, vint anys abans de la reintroducció de castors a Califòrnia. D'aquesta manera, les evidències tant directes (físiques) com indirectes, suggereixen la presència històrica del castor al sud de Califòrnia.

## Els mamífers d'avui en dia

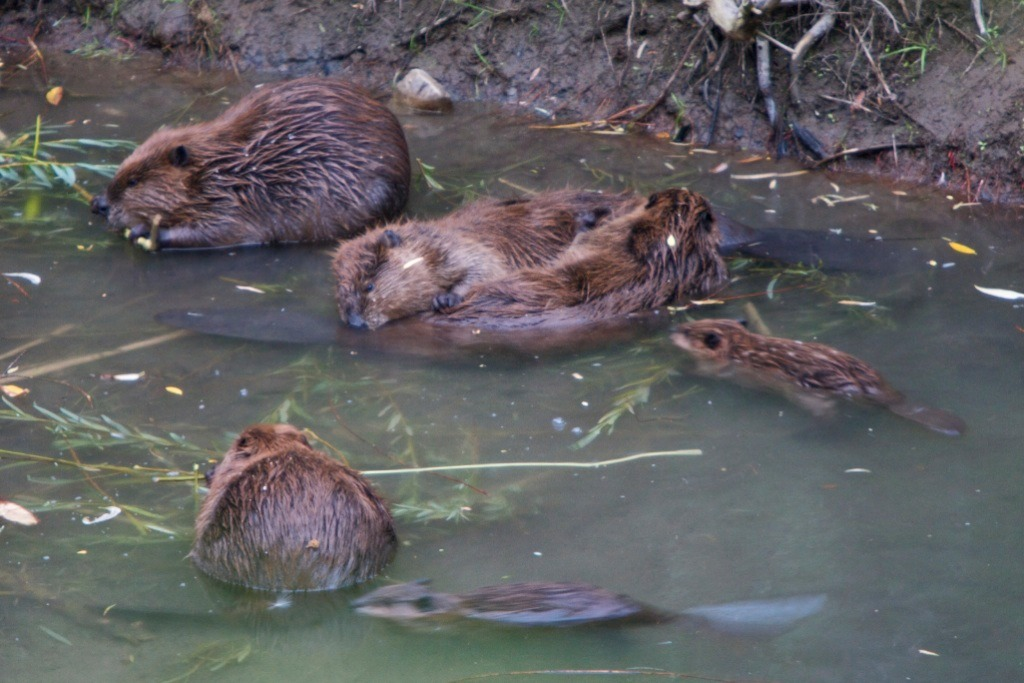
Família de castor americà a la part alta del rierol Los Gatos

Els castors estan recolonitzant la zona de la badia (d'est a oest): al rierol Kirker a la reserva Dow Wetlands de Pittsburg, al rierol Fairfield a Cordelia, al rierol Alhambra a Martinez, al rierol Southampton al Benicia State Recreation Area, al pantà Napa-Sonoma al nord de la badia de San Pablo, al riu Napa i al riu Sonoma. Aquests castors probablement han emigrat des del delta dels rius Sacramento i San Joaquín, que havia tingut la població amb major densitat de Nord-amèrica. A més, el Departament de Pesca i Vida Salvatge de Califòrnia va reintroduir el castor cap a la dècada de 1930 al rierol Pescadero, i poc abans de 1993 al rierol Los Gatos, on continuen prosperant.
Un estudi de la primavera de 2007 va comptar 3.026 llúdries marines a la costa central de Califòrnia, molt per sota de l'estimació d'una població de 16.000 llúdries d'abans del comerç de pells. Les llúdries marines de Califòrnia són descendents d'una única colònia de 50 individus descoberta el 1938 prop de la desembocadura del rierol, al llarg de la costa Big Sur de Califòrnia; actualment la seva distribució s'estén des del sud de San Francisco fins al Comtat de Santa Barbara.
L'ós marí va començar a recolonitzar les illes Farallon el 1996.
Tant els castor com la llúdria marina són considerats espècies clau, amb un gran impacte estabilitzador en els seus ecosistemes locals.

### Subespècies
Hi ha tres subespècies de castor a Califòrnia.
- Castor canadensis frontador Mearns, que habita a la vall inferior del riu Colorado i la vall Imperial al sud del Golf de Mèxic.
- Castor canadensis subauratus, que habita la major part de Califòrnia, des de l'Oceà Pacífic fins a Sierra Nevada, especialment als rius Sacramento i San Joaquín i els seus afluents.
- Castor canadensis shastensis, que habita a les conques dels rius Klamath i Pit, que creuen l'extrem sud de la Serralada de les Cascades, al nord-est de Califòrnia.

La llei de Califòrnia va protegir les tres subespècies entre 1911 i 1925, evitant l'extinció del castor provocada pels caçadors de pells.